# شهرستان اونوما، فوکوشیما

شهرستان اونوما، فوکوشیما (به ژاپنی: 大沼郡 Ōnuma-gun) یکی از شهرستان‌های ژاپن است که در استان فوکوشیما در ژاپن واقع شده است.